# 2020年夏季奧林匹克運動會申辦過程
2020年夏季奧林匹克運動會總共有六座城市投標。最終在2013年9月7日國際奧委會於當地時間下午5點20分（UTC-3）在阿根廷布宜諾斯艾利斯舉行的第125屆國際奧委會全體會議上決定由日本東京主辦。

## 申辦過程
- 國際奧委會於2011年1月13日公佈的申辦流程如下：
  - 所有申辦城市必須在2011年5月23日至9月1日期間提交申辦意向書。
  - 所有申辦城市必須在2012年2月15日或之前遞交申辦報告及保證書。
  - 2012年5月23日：於魁北克市公佈最後候選城市。
  - 2013年3月至4月：對所有候選城市進行申辦考察。
  - 2013年9月7日：國際奧委會於當地時間下午5點20分（UTC-3）在阿根廷布宜諾斯艾利斯舉行的第125屆國際奧委會全體會議（英语：125th IOC Session）上決定由日本東京主辦。

### 投票
| 2020年夏季奧林匹克運動會主辦城市投票 | 2020年夏季奧林匹克運動會主辦城市投票 | 2020年夏季奧林匹克運動會主辦城市投票 | 2020年夏季奧林匹克運動會主辦城市投票 | 2020年夏季奧林匹克運動會主辦城市投票 |
| ------------------------------------ | ------------------------------------ | ------------------------------------ | ------------------------------------ | ------------------------------------ |
| 城市                                 | 國家                                 | 第一輪                               | 附加投票                             | 第二輪                               |
| 東京                                 | 日本                                 | 42                                   | －                                   | 60                                   |
| 伊斯坦堡                             | 土耳其                               | 26                                   | 49                                   | 36                                   |
| 馬德里                               | 西班牙                               | 26                                   | 45                                   | －                                   |

## 候選城市
- 土耳其伊斯坦堡：12票一致贊成，通過（申辦計畫）

曾申辦2000年和2008年夏季奧林匹克運動會。
- 西班牙马德里：11票贊成，1票反對，通過（申辦計畫）

曾申辦2012年和2016年夏季奧林匹克運動會。
- 日本東京：11票贊成，1票反對，通過（申辦計畫）

2011年7月16日時任東京都知事石原慎太郎在日本奧委會創立一百週年紀念會中宣布申辦2020年奧運，定名為「復興奧運」；於2011年12月13日的內閣會議上通過。

### 已取消申辦城市
下列城市原本有意申辦，但因各項因素取消或退出申辦計畫。
- 巴庫：宣布退出（申辦計畫；曾申辦2016年夏季奧林匹克運動會，但未獲選為最後決選城市。）
- 多哈：宣布退出（申辦計畫；曾申辦2016年夏季奧林匹克運動會，但未獲選為最後決選城市。）[5]
- 義大利羅馬（申辦計畫；曾成功舉辦1960年夏季奧林匹克運動會）[6]

### 其他城市
- 布里斯本[7][8]
- 埃及開羅[9]
- 德国柏林[10]
- 匈牙利布達佩斯[11]
- 印度德里[12][13]
- 內羅畢[14]
- 马来西亚吉隆坡[15]
- 墨西哥瓜達拉哈拉[16][17]
- 摩洛哥卡薩布蘭卡[18]
- 葡萄牙里斯本[19][20][21]

## 外部連結

### 申請文件
- Baku（页面存档备份，存于）
- Doha（页面存档备份，存于）
- Istanbul（页面存档备份，存于）
- Madrid Vol. 1（页面存档备份，存于）
- Madrid Vol. 2（页面存档备份，存于）
- Rome（页面存档备份，存于）
- Tokyo（页面存档备份，存于）

### 候選文件
- Istanbul
- Madrid
- Tokyo